# Susanne Granelli
Susanne Granelli, född 16 mars 1953 är en svensk volleybollspelare (passare).  Hon spelade 140 landskamper (1971-1984), vilket gör henne till en av svensk damvolleybolls mest meriterade spelare. Hon tillhörde de första 12 spelare som valdes in i svensk volleybolls hall of fame 2021. På klubbnivå spelade hon för Sollentuna VK under hela karriären. Hon vann tio SM-guld i volleyboll.